# Дом меры и веса (Чернигов)
Дом меры и веса или Дом мер и весов — памятник архитектуры местного значения в Чернигове.

## История
Решением исполкома Черниговского областного совета народных депутатов от 26.06.1989 № 130 присвоен статус памятник архитектуры местного значения с охранным № 50-Чг. Здание имеет собственную «территорию памятника» и расположено в «комплексной охранной зоне» (которая также включает другой памятник Корпус городской больницы и еще три здания), согласно правилам застройки и использования территории. На здании не установлена информационная доска. 

## Описание
Одноэтажный дом построен в 19 веке согласно «Планам губернскому городу Чернигову», утверждённых в 1803 и 1805 годах. Архитектор — Антон Иванович Карташевский. Фасад завершается треугольным фронтоном. Расположен на новой торговой Александровской площади. Изначально составлял классицистический комплекс с аналогичным домом с восточной стороны площади и колодцем, который опоясывала колоннада дорического ордена (не сохранились). 
В послевоенные годы превращён в склад. В 1963 году здание было реконструировано для телестудии по проекту архитектора Андрея Антоновича Карнабеда.